# Chang Jung-hsuan
Chang Jung-hsuan (chinesisch 張容軒, Pinyin Zhāng Róngxuān; * 18. Dezember 1987 im Landkreis Kinmen) ist ein ehemaliger taiwanischer Basketballspieler der taiwanischen Basketballnationalmannschaft, die die Republik China (Taiwan) repräsentiert. Chang absolvierte die Junior High School in Jincheng im Landkreis Kinmen und die Senior High School an der Shin-Rong High School in Tainan. Seinen Bachelor- und Masterabschluss machte er an der National Taiwan Normal University in Taipeh. Er spielte in der Super Basketball League für die Mannschaften der Bank of Taiwan, Kinmen Kaoliang Liquor, Taipei Fubon Braves, Taiwan Beer und Kaohsiung Jeoutai Technology, wobei er als Small Forward oder Power Forward eingesetzt wurde. Chang war Cheftrainer des Basketballteams der National Taiwan Normal University. Gegenwärtig ist er als Trainer der zweiten Basketballmannschaft der Herren und als Lehrkraft an der National Taiwan Normal University tätig.

## Karriere
Chang Jung-hsuan wuchs zunächst in Kinmen auf und besuchte später die Shin-Rong Senior High School in Tainan. In seinem ersten Jahr dort spielte er als Stammspieler in der National High School Basketball League in Taiwan (HBL). In seinem zweiten Jahr erreichte das Basketballteam der Shin-Rong Senior High School das HBL-Finale und wurde Zweiter. 2006, in seinem letzten Schuljahr der Senior High School, führte Chang Jung-hsuan seine Schule zum Gewinn der nationalen HBL-Meisterschaft und wurde mit dem Titel des MVP (wertvollster Spieler) ausgezeichnet. Es war das erste Mal, dass ein Spieler aus Kinmen den Titel des MVP in der HBL gewann.
Nach dem Beenden der Senior High School strebte er ein Studium im Lehramtsbereich an, wobei er ursprünglich die National Kaohsiung Normal University ins Auge fasste. Da jedoch ein Platz an der National Taiwan Normal University frei wurde, entschied er sich für Taipeh.
In der Saison 2009–2010 führte Chang die National Taiwan Normal University zur Meisterschaft in der University Basketball Association (UBA), der Universitäts-Basketball-Liga in Taiwan, und sicherte dem Team den ersten dreifachen Titel in der Geschichte. Chang wurde zum MVP des Finales ernannt. Damit ist er einer der wenigen taiwanischen Spieler, die sowohl in der HBL als auch in der UBA als wertvollster Spieler ausgezeichnet wurden.
Schon 2006, während er noch Student an der National Taiwan Normal University war, entschied er sich dafür, in der Super Basketball League (SBL) aufzulaufen. Zunächst spielte er für das Team der Bank of Taiwan. Nachdem er zur Saison 2010–2011 zum Team Kinmen Kaoliang Liquor gewechselt war, erzielte er durchschnittlich 15,2 Punkte pro Spiel und wurde mit dem Most Improved Player Award ausgezeichnet.
Zur Saison 2011–2012 wechselte Chang zu Taiwan Mobile Basketball (heute unter dem Namen Taiwan Fubon Braves bekannt) unter dem damals neuen Cheftrainer Kufan.
In der Saison 2013–2014 wurde Chang mit durchschnittlich 13,1 Punkten, 3,4 Rebounds und 1,4 Assists pro Spiel in das All-Star-Team gewählt und erhielt erneut den Most Improved Player Award. Sein Team, Taiwan Mobile Basketball, später umbenannt in Taiwan Fubon Braves, erreichte in dieser Saison erstmals das Finale der Super Basketball League. Nach der Saison 2013–2014 wurde Chang in die Basketballnationalmannschaft der Republik China (Taiwan) berufen und nahm am 2014 FIBA Asia Cup (Wettbewerb wurde später umbenannt in FIBA Asia Challenge) in Wuhan teil. Dort gewann die Nationalmannschaft unter dem Namen Chinese Taipei die Silbermedaille – die beste Platzierung in der Geschichte der Nationalmannschaft bei diesem Wettbewerb.
Zur Saison 2015–2016 wechselte Chang zu Taiwan Beer und gewann gleich in seiner ersten Saison dort die Meisterschaft in der SBL. Der Sieg im Finale gegen Taoyuan Pauian Archiland bescherte Chang den sogenannten Karriere-Grand-Slam, bestehend aus den drei Titeln in der HBL, UBA und SBL.
Zur Saison 2017–2018 wechselte Chang zu Kinmen Kaoliang Liquor. In dieser Spielzeit erzielte Chang mit durchschnittlich 15,8 Punkten pro Spiel den zweithöchsten Wert unter den einheimischen Spielern, nur übertroffen von Lu Cheng-ju. Zusätzlich verbuchte er 3,4 Rebounds und 1,7 Assists pro Spiel bei einer Trefferquote von 52,8 %. Dies war die beste Saisonleistung seiner SBL-Profikarriere. Er wurde abermals ins SBL-All-Star-Team gewählt und führte Kinmen Kaoliang Liquor zur bis dato besten Saisonbilanz und dem dritten Platz in der regulären Saison.
In der Saison 2018–2019 erreichte Chang am Abend des 14. Dezembers 2018 im Changhua-Stadion im Spiel gegen Taiwan Beer den Meilenstein von 3000 Karrierepunkten in der SBL. Er war somit erst der 15. Spieler in der Geschichte der Liga, der diese Marke erreichte.
Am 1. Februar 2018 erzielte Chang Jung-hsuan seine persönliche Bestleistung in der Kategorie Punkte pro Spiel. Gegen die Taipei Daxin Tigers erzielte er 31 Punkte. Sein Team, Kinmen Kaoliang Liquor, gewann das Spiel mit 77 Punkten zu 73 Punkten.
In der Saison 2019–2020 wurde Chang am Abend des 5. April im Banqiao-Stadion während der Halbzeitpause des Spiels gegen die Yulon Luxgen Dinos mit einem Festakt aus der SBL verabschiedet und gewürdigt.

## Mentalität
Changs Spiel zeichnete sich vor allem durch seine mentale Stärke aus. Er verfügte weniger über außergewöhnliche physische Fähigkeiten, sondern setzte sich oftmals mit seiner Spielintelligenz und seinem außergewöhnlichen Verständnis des Spiels durch. Sein Trainer bei Taiwan Beer, Wei Chen-ming, lobte Chang einst als Vorbildspieler, der niemals zu spät kommt, eine positive Einstellung zeigt und lernwillig ist. Zudem sei laut Wei das Besondere an Chang, dass er mit dem Kopf spielt und das Spiel sehr gut versteht.

## Karrierehöhepunkte und Auszeichnungen
- Super Basketball League Meister (2016)
- 3 × University Basketball Association (UBA) Meister (2008–2010)
- High School Basketball League (HBL) Meister (2006)
- MVP der University Basketball Association (UBA)
- MVP der High School Basketball League (HBL)
- 2 × Most Improved Player der Super Basketball League (2011, 2014)
- 3 × All-Star-Team der Super Basketball League (2014, 2015, 2018)